# Mary Katharine Curran
Mary Katharine Curran  posteriormente Brandegee (Tennessee, 28 de outubro de 1844 – Berkeley, 30 de abril de 1920) foi uma botânica norte-americana.

## Biografia
Foi a mais nova de 10 irmãos, filhos de Marshall Layne e de Mary, nascida Morris. Após  morar em vários lugares, a família  Layne se instalou perto de  Folsom, na Califórnia.  Em 1866 casou-se com Hugh Curran, um agente policial de origem irlandesa.
Após o falecimento de seu marido em  1874, Mary  passou a viver em São Francisco  onde  é contratada  pelo departamento de medicina da Universidade da Califórnia. Diplomou-se em  1878, e começou a interessar-se pela matéria médica e, seguidamente, também pelo estudo da botânica. Seu professor,  Hans Hermann Behr (1818-1904), permitiu-lhe entrevistar naturalistas da  Academia das Ciências da Califórnia, onde  ocupou a função de curadora de botânica de 1883 a 1893.
Em 1889 casou-se com  Townshend Stith Brandegee (1843-1925), engenheiro e colecionador de plantas. Em conjunto, promovem a edição das publicações da Academia. Fundam o jornal de botânica "Zoe"  que  passa a editar sobre  a flora do oeste americano.
A ela foram dedicadas os nomes científicos da espécie  Astragalus layneae Greene, 1885 e da Packera layneae (Greene) W.A.Weber & Á.Löve, 1883 por Edward Lee Greene (1843-1915).
Por causa dos seus casamentos, Mary é um dos raros botânicos que possuem duas abreviaturas oficiais.

## Fonte
- Marilyn Ogilvie et Joy Harvey (dir.) (2000). The Biographical Dictionary of Women in Science. Pionneering Lives from Ancient Times to the Mid-20th Century, dois volumes, Routledge (New York) : 47-48. ISBN 0-415-92038-8